# Provincia de Pattani
Pattani (en tailandés: จังหวัดปัตตานี) es una de las setenta y seis provincias que conforman la organización territorial del Reino de Tailandia.

## Geografía
Pattani, se encuentra en la península de Malaca, con la costa del golfo de Tailandia en el norte. En el paisaje montañoso se encuentra al sur con la cordillera de Sankalakhiri, incluido el parque nacional Budo - Su-ngai Padi, que se encuentra en la frontera de Yala y Narathiwat, se ocupa de la protección de bosques de colinas con vegetación escasa, como la Johnnesteijsmannia altifon y el ratán Takathong, así como aves como el cálao. Hay un parque forestal llamado Namtok Sai Khao en la frontera con Songkhla y Yala, es conocido por la cascada del Sai Khao.

## Divisiones Administrativas

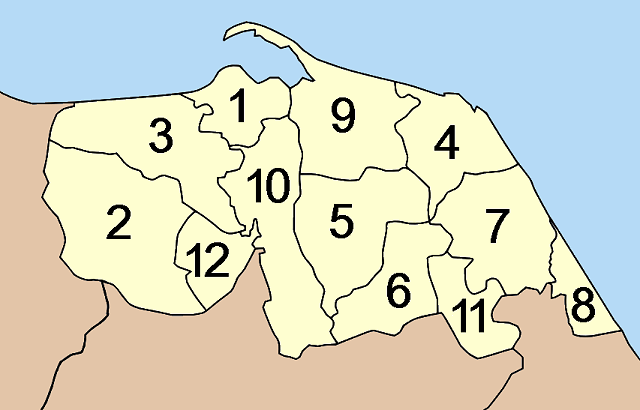
Distritos de la provincia.

Esta provincia tailandesa se encuentra subdividida en una cantidad de distritos (amphoe) que aparecen numerados a continuación:
- 1. Mueang Pattani
- 2. Khok Pho
- 3. Nong Chik
- 4. Panare
- 5. Mayo
- 6. Thung Yang Daeng
- 7. Sai Buri
- 8. Mai Kaen
- 9. Yaring
- 10. Yarang
- 11. Kapho
- 12. Mae Lan

## Demografía
La provincia abarca una extensión de territorio que ocupa una superficie de unos 1.940,4 kilómetros cuadrados, y posee una población de 595.985 personas (según las cifras del censo realizado en el año 2000). Si se consideran los datos anteriores se puede deducir que la densidad poblacional de esta división administrativa es de 307 habitantes por kilómetro cuadrado aproximadamente.